# Kung Fu Panda: La Leyenda de Po (temporada 1)
La primera temporada de Kung Fu Panda: La Leyenda de Po salió al aire el 19 de septiembre de 2011 hasta 2012. El primer episodio «Scorpion's Sting» salió al aire el 19 de septiembre de 2011 que fue el primer sneak-peek antes del estreno de «The Princess and the Po» que salió al aire el 21 de octubre de 2011. El estreno oficial de la serie fue el 7 de noviembre de 2011. Todas las series animadas de Dreamworks Animation salen al aire en Nickelodeon, excepto la serie basada en la película animada Cómo entrenar a tu Dragón, Dragons: Riders of Berk, al aire en Cartoon Network. El primer episodio oficial tuvo un total de 3.1 millones de espectadores, que salió al aire luego de un episodio de Bob Esponja. La mayoría de estos episodios se estrenaron muy rápido por Nick en Estados Unidos.

## Reparto
- Mick Wingert como el Maestro Po
- Fred Tatasciore como el Maestro Shifu
- Kari Wahlgren como la Maestra Tigresa
- Phil LaMarr como el Maestro Mono
- Lucy Liu como la Maestra Víbora
- Maurice Lamarche como el Maestro Mantis
- Frank Welker como el Maestro Grulla
- Billy West como el Sr. Ping

## Episodios
- Esta temporada consiste de 26 episodios.[4]

| Serie # | Temp. # | Episodio                             | Director        | Estreno en Estados Unidos | Estreno en Latinoamérica | Estreno en España       | Código | Audiencia |
| --- | ------- | ------------------------------------ | --------------- | ------------------------- | ------------------------ | ----------------------- | ------ | --------- |
| 1 | 1       | «El Aguijón de Escorpión»            | Jim Schumann    | 19 de septiembre de 2011  | 23 de noviembre de 2011  | 25 de noviembre de 2011 | 101    | 3.1       |
| Tigresa se contagia de Fiebre de Río, una enfermedad mortal que solo puede ser curada con la rara orquídea de sol que se encuentra en el Valle del Escorpión, ignorando el peligro que pueden encontrar allí Po y Mono van en busca de la orquídea, pero Mono cae incauto y es aguijoneado por Escorpión, Po ahora debe encontrar la orquídea y encontrar la manera de liberar a Mono del trance del veneno del aguijón, antes de que Tigresa muera. Villana: Escorpión |         |                                      |                 |                           |                          |                         |        |           |
| 2 | 2       | «La Princesa y el Po»                | Jim Schumann    | 21 de octubre de 2011     | 19 de diciembre de 2011  | 2 de diciembre de 2011  | 103    | N/A       |
| Po, Tigresa y Mantis deben escoltar a la hija del emperador Mei Li a una visita de paz al reino de los Qidan, en el camino la princesa Mei Li y su caravana son emboscados por Fung y Los Cocodrilos Bandidos, Pronto ellos descubren que la princesa Mei Li debe ser entregada al rey de los Qidan Temutai para ser su sirvienta a cambio de la paz entre los reinos. Villanos: Temutai, Fung y Los Cocodrilos Bandidos                                                |         |                                      |                 |                           |                          |                         |        |           |
| 3 | 3       | «Una Situación Pegajosa»             | Gabe Swarr      | 7 de noviembre de 2011    | 12 de diciembre de 2011  | 9 de diciembre de 2011  | 102    | 3.1       |
| Po accidentalmente destruye el salón de entrenamiento del Palacio de Jade e invita a un genio mecánico llamado Taotie para repararlo, Lo que Po desconoce es que Taotie es un viejo enemigo de Shifu y esa invitación es lo que el necesitaba para buscar su venganza. Villanos: Taotie y Bian Zao |         |                                      |                 |                           |                          |                         |        |           |
| 4 | 4       | «Reacción en Cadena»                 | Michael Mullen  | 8 de noviembre de 2011    | 26 de diciembre de 2011  | 16 de diciembre de 2011 | 104    | 2.8       |
| Po estaba molestando a Tigresa con su actitud de niño mientras están en una misión juntos. Las cosas se ponen peor cuando son atacados por los cocodrilos bandidos y deben pelear contra ellos, pero hay un problema, ellos están encadenados, los dos deben trabajar juntos para escapar de los bandidos y recuperar la estatua de Shifu. Villanos: Fung y Los Cocodrilos Bandidos                                                                                     |         |                                      |                 |                           |                          |                         |        |           |
| 5 | 5       | «El Ademán del Ateleo Borramemorias» | Jim Schumann    | 9 de noviembre de 2011    | 9 de enero de 2012       | 23 de diciembre de 2011 | 105    | N/A       |
| Po descubre un raro movimiento secreto que causa perdida de memoria temporal, pero las cosas se salen de control cuando usa el movimiento demasiadas veces con Los Cinco Furiosos. Mientras Po y Shifu encuentran una manera de revertir el efecto del movimiento, Taotie intenta empezar su próximo intento de venganza contra Shifu usando a los amnesiados Cinco Furiosos a su favor. Villanos: Taotie y Bian Zao                                                    |         |                                      |                 |                           |                          |                         |        |           |
| 6 | 6       | «Cocodrilo Bueno, Cocodrilo Malo»    | Michael Mullen  | 10 de noviembre de 2011   | 23 de enero de 2012      | 30 de diciembre de 2011 | 111    | N/A       |
| Fong engaña a Po y culpan a Po del rapto del hijo de Jong Sung Jai Kai Chow. |         |                                      |                 |                           |                          |                         |        |           |
| 7 | 7       | «El Héroe del Pueblo»                | Juan Meza-Leon  | 11 de noviembre de 2011   | 6 de febrero de 2012     | 6 de enero de 2012      | 109    | 3.7       |
| Mantis va a su pueblo natal para conquistar a una mantis llamada Hao Min. |         |                                      |                 |                           |                          |                         |        |           |
| 8 | 8       | «El Po de la Cárcel»                 | Michael Mullen  | 18 de noviembre de 2011   | 18 de junio de 2012      | 13 de enero de 2012     | 117    | 2.5       |
| Po tiene que ir a la cárcel disfrazado e ir a atrapar a Tong Fo. |         |                                      |                 |                           |                          |                         |        |           |
| 9 | 9       | «Voy a Volver»                       | Michael Mullen  | 26 de noviembre de 2011   | 7 de mayo de 2012        | 20 de enero de 2012     | 107    | 2.8       |
| Po cree que se va a volver malo por lo que tiene que pelear contra Pen-Huan. |         |                                      |                 |                           |                          |                         |        |           |
| 10 | 10      | «Po, Malo»                           | Luther McLaurin | 26 de noviembre de 2011   | 9 de febrero de 2012     | 27 de enero de 2012     | 113    | 2.8       |
| Po desobedece a Shifu y se clona en un Po bueno y un Po malo. |         |                                      |                 |                           |                          |                         |        |           |
| 11 | 11      | «Ojos que no Ven»                    | Juan Meza-Leon  | 27 de noviembre de 2011   | 8 de mayo de 2012        | 10 de febrero de 2012   | 108    | 2.9       |
| Dos Maestros de Kung Fu llegan, y Po queda ciego por desobedecer a Shifu. |         |                                      |                 |                           |                          |                         |        |           |
| 12 | 12      | «La Venganza del Rinoceronte»        | Michael Mullen  | 27 de noviembre de 2011   | 16 de enero de 2012      | 17 de febrero de 2012   | 106    | 3.1       |
| Un rinoceronte llamado Hundun va al pueblo, Po se hace su amigo sin saber que Hundun lo odia. |         |                                      |                 |                           |                          |                         |        |           |
| 13 | 13      | «El Maestro Ping»                    | Michael Mullen  | 28 de noviembre de 2011   | 20 de junio de 2012      | 24 de febrero de 2012   | 119    | N/A       |
| Uno de los 3 cerdos Sao, Lao y Bao destruyen el restaurante de fideos, al final el Sr. Ping y Po deben detenerlos. |         |                                      |                 |                           |                          |                         |        |           |
| 14 | 14      | «El Fantasma de Oogway»              | Lane Lueras     | 29 de noviembre de 2011   | 21 de junio de 2012      | 15 de diciembre de 2012 | 120    | N/A       |
| Po ve de nuevo a Oogway y lo obedece en todo al final era Junjie disfrazado y Shifu lo vence. |         |                                      |                 |                           |                          |                         |        |           |
| 15 | 15      | «El Kung Fu Kid»                     | Juan Meza-Leon  | 30 de noviembre de 2011   | 10 de septiembre de 2012 | 29 de diciembre de 2012 | 122    | N/A       |
| Un chico llamado Peng va al pueblo, pero todos quieren más a Peng que a Po y se pone celoso al final Peng es el sobrino de Tai Long. |         |                                      |                 |                           |                          |                         |        |           |
| 16 | 16      | «Las Damas de la Sombra»             | Michael Mullen  | 1 de diciembre de 2011    | 11 de septiembre de 2012 | 4 de enero de 2013      | 123    | N/A       |
| Una de las damas malvadas Leopardas excepto una, engañan a Po, ahora Po, Víbora, Grulla y la leoparda deben pelear contra las damas. |         |                                      |                 |                           |                          |                         |        |           |
| 17 | 17      | «Po, el Hermano Mayor»               | Lane Lueras     | 2 de diciembre de 2011    | 19 de junio de 2012      | 8 de diciembre de 2012  | 118    | 2.5       |
| DauTai vuelve pero falla, Bian Zao tiene que dejar que Po cuide de él. |         |                                      |                 |                           |                          |                         |        |           |
| 18 | 18      | «Po y sus Fans»                      | Juan Meza-Leon  | 9 de diciembre de 2011    | 8 de febrero de 2012     | 11 de mayo de 2012      | 112    | 2.6       |
| Po descubre a su club de fans, pero desata al demonio del puño O.mongol. |         |                                      |                 |                           |                          |                         |        |           |
| 19 | 19      | «El Día del Reto»                    | Jim Schumann    | 16 de diciembre de 2011   | 7 de febrero de 2012     | 11 de mayo de 2012      | 110    | 3.7       |
| Po se cansa de entrenar por lo que Shifu inventa el día del reto, Hundun vuelve para vencer a Po. |         |                                      |                 |                           |                          |                         |        |           |
| 20 | 20      | «Mi Yao Favorito»                    | Luther McLaurin | 30 de diciembre de 2011   | 9 de mayo de 2012        | 18 de mayo de 2012      | 114    | N/A       |
| El Maestro Yao va al palacio de jade y Temutai roba a Yao, Po y Shifu deben detenerlo. |         |                                      |                 |                           |                          |                         |        |           |
| 21 | 21      | «Que Viva lo Viejo»                  | Michael Mullen  | 16 de enero de 2012       | 12 de septiembre de 2012 | 11 de enero de 2013     | 124    | N/A       |
| Temutai intenta conseguir el casco de la invencible patada trueno, pero Po y Temutai deben alcanzar el casco. |         |                                      |                 |                           |                          |                         |        |           |
| 22 | 22      | «El Héroe Caído»                     | Gabe Swarr      | 31 de marzo de 2012       | 14 de septiembre de 2012 | 25 de enero de 2013     | 126    | 3.6       |
| Juan "El Inmortal" hace su última pelea, al final es malo y trata de vengarse de Po. |         |                                      |                 |                           |                          |                         |        |           |
| 23 | 23      | «El Aguijón del Amor»                | Juan Meza-Leon  | 2 de abril de 2012        | 10 de mayo de 2012       | 25 de mayo de 2012      | 115    | 2.4       |
| Escorpión vuelve como la novia del Sr. Ping pero pone veneno en pasteles de la Luna, Po debe detenerla con el Kung Fu Mareado. |         |                                      |                 |                           |                          |                         |        |           |
| 24 | 24      | «El Trofeo Feo»                      | Juan Meza-Leon  | 3 de abril de 2012        | 11 de mayo de 2012       | 1 de diciembre de 2012  | 116    | N/A       |
| Po tiene que elegir un trofeo Jong Sung Jai Kai Chow vuelve y elige un conejo de peluche. |         |                                      |                 |                           |                          |                         |        |           |
| 25 | 25      | «Mi Padre Bandido»                   | Michael Mullen  | 4 de abril de 2012        | 8 de septiembre de 2012  | 22 de diciembre de 2012 | 121    | 2.2       |
| El Padre de Shifu ShiRong es raptado por Tong Fo ahora Shifu, Po y Tigresa tienen que vencer al estafador ShiRong y a Tong Fo. |         |                                      |                 |                           |                          |                         |        |           |
| 26 | 26      | «Mono, el del Medio»                 | Lane Lueras     | 5 de abril de 2012        | 13 de septiembre de 2012 | 18 de enero de 2013     | 125    | N/A       |
| El hermano de Mono hace crimines y Mono se culpa para no culpar a su hermano. |         |                                      |                 |                           |                          |                         |        |           |